# Ceratophysella michalinae
Ceratophysella michalinae är en urinsektsart som beskrevs av Skarzynski 2005. Ceratophysella michalinae ingår i släktet Ceratophysella och familjen Hypogastruridae. Inga underarter finns listade i Catalogue of Life.